# تاريخ الولايات المتحدة (1918–1945)
يشمل تاريخ الولايات المتحدة من عام 1918 حتى عام 1945 حقبة ما بعد الحرب العالمية الأولى والكساد العظيم والحرب العالمية الثانية. بعد الحرب العالمية الأولى، رفضت الولايات المتحدة معاهدة فرساي، ولم تنضم إلى عصبة الأمم.
في عام 1920 وبموجب تعديل أُدخل على دستور الولايات المتحدة، حُظر تصنيع الكحول وبيعه وتصديره واستيراده. لم يكن تداول المشروبات الكحولية وشربها أمرًا غير قانوني على الإطلاق. انخفض المستوى الكلي لاستهلاك الكحوليات، لكن لم تنفذ الولايات والحكومات المحلية هذا القانون بصرامة. كانت الحكومة الفدرالية مُنهمكة في قضاياها، لذا برز بيع الكحوليات بشكل غير قانوني وانتشرت الحانات في كل مكان، وتعاظمت العصابات الإجرامية المنظَمة جيدًا فجأة في الأعداد والتمويل والسلطة والتأثير على السياسة المحلية في المدن.
أدى انتشار الهجمات الإرهابية المحلية واسعة النطاق التي شنها متطرفين -مثل تفجير وول ستريت في عام 1920، وتفجيرات اللاسلطويين في الولايات المتحدة في عام 1919- إلى إثارة قلق أغلب الأمريكيين وأشعل الموجة الأولى من الخوف الأحمر. رغم أن أغلب الأمريكيين شجبوا الهجمات، كان العديد من المواطنين في الحركات العمالية والاشتراكية محبطين إزاء تنامي مستوى عدم المساواة في الدخل في ذلك الوقت. كان هذا محفزًا اقتصاديًا كبيرًا.
أصبحت الحروب الثقافية بين المسيحيين الأصوليين والحداثيين أكثر حدة، كما يتضح من حظر الكحول في البلاد والكو كلوكس كلان ومحاكمة القرد التي حظيت بتغطية إعلامية كبيرة.
تمتعت الأمة بفترة من الازدهار المستمر منذ عام 1921 حتى عام 1929. شهدت الزراعة نشاطًا كبيرًا. انهارت أسعار الأراضي باهظة الثمن في عام 1921، وظل هذا القطاع في حالة ركود. أخذ استخراج الفحم في التراجع مع حلول النفط كمصدر رئيسي للطاقة بدلًا منه. من ناحية أخرى، نمت معظم القطاعات. ازدهرت أعمال التشييد والبناء مثل المباني الإدارية والمصانع والطرق الممهدة والمساكن الجديدة التي ظهرت في كل مكان. ارتفع معدل تصنيع السيارات، وزُودت المنازل والبلدات والمدن بالكهرباء. كانت الأسعار مستقرة، ونمى الناتج المحلي الإجمالي نموًا مضطردًا حتى عام 1929، عندما انفجرت الفقاعة الاقتصادية والمُضاربة المالية مع انهيار وول ستريت.
على صعيد السياسة الخارجية، ساهم الرئيس ويلسون في تأسيس عصبة الأمم، ولكن الولايات المتحدة لم تنضم إليها، لم يرغب الكونغرس بالتخلي عن دوره الدستوري في إعلان الحرب. وبدلًا من ذلك، اتخذت الأمة مبادرة لنزع السلاح على مستوى العالم، وعلى الأخص في مؤتمر واشنطن بين عامي 1921-1922. عملت واشنطن على استقرار الاقتصاد الأوروبي من خلال خطة دوز وخطة يونغ. كان قانون الهجرة لعام 1924 يهدف إلى تحقيق استقرار التوازن العرقي التقليدي، والتضييق بشدة على مجموع تدفقات الاستثمار الأجنبي الداخلة للبلاد. حظر القانون هجرة الأسيويين تمامًا، ولم يترك لهم أي وسيلة للدخول.
كان انهيار وول ستريت في عام 1929 والكساد العظيم الذي تلى ذلك سببًا في دفع الحكومة لبذل جهود لإعادة تشغيل الاقتصاد ونجدة ضحاياه. رغم هذا، كان التعافي بطيئًا جدًا. استمر الانهيار حتى أوصل الكساد العظيم البلاد إلى الحضيض في عام 1933، ثم بدأ التعافي سريعًا حتى انتكس في ركود 1937-1938. لم تظهر صناعات كبرى جديدة في ثلاثينيات القرن العشرين كبيرة بما يكفي لدفع عجلة النمو إلى الأمام، إذ كانت صناعة السيارات والكهرباء والبناء بالغة في العشرينيات من نفس القرن. في عام 1940، تجاوز الناتج المحلي الإجمالي مستويات عام 1929.
بحلول عام 1939، انحسرت آراء الانعزالية في الولايات المتحدة، وبعد سقوط فرنسا المدوي في عام 1940 في يد ألمانيا النازية، بدأت الولايات المتحدة بإعادة تسليح قواتها المسلحة، وأرسلت سيلًا كبيرًا من التدفقات المالية والإمدادات العسكرية إلى بريطانيا والصين والاتحاد السوفيتيي. وبعد الهجوم الياباني المباغت على بيرل هاربر، دخلت الولايات المتحدة الحرب ضد إمبراطورية اليابان وإيطاليا الفاشية وألمانيا النازية، والمعروفة ثلاثتها باسم «دول المحور». استسلمت إيطاليا في عام 1943، وتبعتها ألمانيا واليابان في عام 1945، بعد دمار هائل وخسائر في الأرواح، وخرجت الولايات المتحدة أكثر ثراءً وبخسائر أقل.

## 1919: الإضرابات وأعمال الشغب والفزع
كانت الولايات المتحدة في اضطراب طيلة عام 1919. لم يتمكن عدد ضخم من قدامى المحاربين العائدين من الحرب من الحصول على عمل، وهو أمر لم تعره إدارة ويلسون الكثير من التفكير. استمر الخوف بعد الحرب من التخريب في سياق «الخوف الأحمر» وبدأت من جديد إضرابات واسعة النطاق في الصناعات الرئيسية (الصلب وتعليب اللحوم) وأعمال شغب عرقية عنيفة. فجر الراديكاليون في وول ستريت، وبدأ العمال بإضراب سياتل. خلال عام 1919، وقعت أكثر من 20 حادثة شغب وعنف ذات صلة بالصراع العرقي بين السود والبيض. شمل ذلك أعمال شغب شيكاغو وأوماها وإلين، والتي اتسمت جميعها بالعرقية.
حدثت ظاهرة معروفة باسم الخوف الأحمر في الفترة بين 1918-1919. مع صعود الثورات الشيوعية العنيفة في أوروبا، أصبح الراديكاليون اليساريون أكثر جرأةً بسبب الثورة البلشفية في روسيا، وكانوا متحمسين للاستجابة لدعوة لينين للثورة العالمية. في الأول من مايو 1919، خرجت مسيرة في كليفلاند بولاية أوهايو احتجاجًا على سجن يوجين فيكتور دبس زعيم الحزب الاشتراكي الأمريكي، واندلعت أعمال شغب عنيفة تُعرف باسم «اضطرابات عيد العمال عام 1919». أدت سلسلة من التفجيرات في عام 1919 ومحاولات الاغتيال إلى تأجيج الموقف. أمر النائب العام ألكساندر ميتشل بسلسلة من المداهمات والاعتقالات للاشتراكيين من غير الأمريكيين واللاسلطويين والاتحاديين المتطرفين والمهاجرين عُرفت باسم «غارات بالمر». اتُهموا بالتخطيط للإطاحة بالحكومة. وبحلول عام 1920 أُلقي القبض على أكثر من 10,000 شخص، ورُحّل الأجانب الذين اُعتقلوا في هذه المداهمات إلى أوروبا، كان من بينهم -على الأخص- إيما جولدمان اللاسلطوية البارزة، التي حاولت قبل سنوات اغتيال رائد الأعمال هنري كلاي فريك.

## تبعات الحرب العالمية الأولى
في عام 1919 دشن وودرو ويلسون حملة تطالب الولايات المتحدة بالانضمام إلى عصبة الأمم الجديدة، التي كان له دور أساسي في إنشائها، ولكنه رفض الحل الوسط المقترح من الجمهوريين بشأن هذه المسألة، وكان من المستحيل الحصول على أغلبية الثلثين. خلال جولة شاقة عبر البلاد للترويج للعُصبة، أُصيب ويلسون بسلسلة من السكتات الدماغية. ولم يسترد عافيته، وفقد مهاراته القيادية، ولم يتمكن من التفاوض أو التوصل إلى تسوية. رفض مجلس الشيوخ الانضمام للعصبة.
أدت الهزيمة في الحرب العالمية الأولى إلى اضطراب الوضع في ألمانيا، إذ أصبحت مُثقلة بالديون عن تعويضات الحرب، ومستحقات الحلفاء المنتصرين. كان الحلفاء بدورهم مدينين بمبالغ كبيرة لخزانة الولايات المتحدة في مقابل قروض الحرب. ونسقت الولايات المتحدة على نحو فعال عملية دفع التعويضات. وبموجب خطة دوز، أقرضت البنوك الأمريكية ألمانيا لدفع التعويضات لدول مثل بريطانيا وفرنسا، التي سددت بدورها ديون الحرب المستحَقة عليها للولايات المتحدة. في عشرينيات القرن العشرين، بلغت الاقتصادات الأوروبية والأمريكية مستويات جديدة من الإنتاج الصناعي والازدهار.

## حصول المرأة على حق التصويت
بعد فترة طويلة من التظاهر، تمكنت النساء الأميركيات في عام 1920 من الحصول على الأصوات اللازمة لمنحهنّ حق التصويت في جميع انتخابات الولايات والانتخابات الفيدرالية. شاركت النساء في انتخابات الرئاسة والكونغرس عام 1920.
بعد ذلك، أصبح السياسيون يركزن على القضايا المتعلقة بالمرأة، وخاصةً حظر الكحول وصحة الأطفال والمدارس العامة والسلام العالمي. استجابت النساء لهذه القضايا، ولكن فيما يتعلق بالتصويت العام، شاركن الرجال بنفس النظرة السياسية ونفس السلوك الانتخابي.
أصبحت الجمعية الوطنية الأمريكية للمطالبة بحق المرأة في التصويت (إن إيه دابليو إس إيه) رابطة الناخبات. بدأ حزب أليس بول الوطني للمرأة في الضغط من أجل الحصول المساواة الكاملة وتبني تعديل الحقوق المتساوية الدستوري، والذي وافق عليه الكونغرس خلال الموجة الثانية للحركة النسوية في عام 1972، ولكن لم يتم المصادقة عليه ولم يدخل حيز التنفيذ حتى الآن. جاء الاندفاع القوي في التصويت من قِبل النساء في عام 1928، عندما أدركت الآلات السياسية الكبرى في المدن أنها بحاجة إلى دعم النساء لانتخاب آل سميث، بينما حشدت المقاطعات الريفية الجافة النساء لدعم حظر الحكول والتصويت للجمهوري هربرت هوفر. ترددت النساء الكاثوليكيات في التصويت في أوائل عشرينات القرن العشرين، لكنهن صوتن بأعداد كبيرة جدًا في انتخابات عام 1928 – وهي الانتخابات الأولى التي أصبحت فيه الكاثوليكية قضية رئيسية. انتُخب عدد قليل من النساء لتولي مناصب سياسية، ولم تبرز أي منهن بشكل خاص خلال هذه الفترة الزمنية. بشكل عام، كانت حركة حقوق المرأة خامدةً في عشرينات القرن العشرين، منذ وفاة سوزان بي. أنتوني والناشطات البارزات الأخريات، وبصرف النظر عن أليس بول، لم يظهر عدد كبير من الناشطات.

## العشرينات

### هربرت هوفر
أصبح هربرت هوفر مشهورًا على مستوى العالم لقيادته لجنة الإغاثة في بلجيكا خلال الحرب العالمية الأولى. أدار إدارة الغذاء الأمريكية عندما دخلت الولايات المتحدة الحرب، وشغل منصب وزير التجارة في عشرينات القرن الماضي. بصفته داعٍ متحمس للتقدمية، شجع الأسلوب الهندسي في الأعمال التجارية والخدمة العامة، وعزز التوحيد المعياري والتخلص من النفايات والتجارة الدولية. فاز بسهولة بالرئاسة عام 1928 باعتباره المرشح الجمهوري بعد أن هزم الديموقراطي آل سميث بأغلبية ساحقة.

### حظر الكحول
في عام 1920، حُظر تصنيع وبيع واستيراد وتصدير الكحول من خلال التعديل الثامن عشر لدستور الولايات المتحدة في محاولة للتخفيف من معدلات إدمان الكحول المرتفعة، وخاصة الفساد السياسي الذي يقوده سياسيو الحانات. طُبق القرار على المستوى الفيدرالي بموجب قانون فولستيد. سمحت معظم الولايات للفيدراليين بفرض القرار. لم يكن شرب أو امتلاك الخمور أمرًا غير قانوني، فقط صنعها أو بيعها. انتهى الحظر الوطني في عام 1933، على الرغم من استمرار الحظر لفترة في بعض الولايات. يعتبر معظم المؤرخين (وليس جميعهم) أن الحظر كان فاشلًا لأن ذلك أدى إلى نمو الجريمة المنظمة.

### كو كلوكس كلان
كو كلوكس كلان (كاي كاي كاي) هو اسم ثلاث منظمات مختلفة تمامًا (في ستينات القرن التاسع عشر وعشرينات القرن العشرين وما بعد عام 1960) استخدمت نفس التسميات والأزياء ولكن لم تكن على اتصال مباشر ببعضها. كانت كاي كاي كاي الخاصة بعشرينيات القرن الماضي حركة تطهير مناهضة للجريمة، وخاصة انتهاك حظر الكحول، وانقدت «التأثير» المتزايد للكاثوليك واليهود في «المدن الكبيرة»، الذي كان الكثير منهم مهاجرين من أيرلندا وكذلك من جنوب وشرق أوروبا. غالبًا ما كان يتم المبالغة بأعداد أعضاء المنظمة ولكن ربما وصل عددهم إلى 4 ملايين رجل، لكن لم ينضم إليهم أي شخص بارز في المجتمع، ولم تؤيدهم أي صحيفة يومية، وفي الواقع عارضت معظم الصحائف المنظمة بشدة. انتشرت العضوية بالتساوي عبر البروتستانت البيض في البلاد، في الشمال والغرب والجنوب، وفي المناطق الحضرية والريفية. درس المؤرخون في السنوات الأخيرة كاي كاي كاي بعمق. كانت كاي كاي كاي في ستينات القرن التاسع عشر عنيفة بالفعل على غرار كاي كاي كاي الحالية. مع ذلك، يستبعد المؤرخين الحكايات المخيفة عن كونها مجموعة قاتلة في عشرينات القرن العشرين. ارتكِبت بعض الجرائم في الجنوب العميق على الأرجح ولكن لم تكن شائعة في أماكن أخرى. يبدو أن منظمات كلان المحلية كانت سيئة التنظيم واستُغلت لكسب المال من قبل المنظمين أكثر من أي شيء آخر. (فرض المنظمون رسوم انضمام بلغت 10 دولارات ومبلغ وصل إلى 50 دولارًا مقابل الأزياء). مع ذلك، بلغ أعضاء المنظمة عددًا سمح لهم بعقد مسيرة ضخمة في العاصمة واشنطن في عام 1925. بعد ذلك بوقت قصير، أفادت عناوين الصحف الوطنية أن زعيم كاي كاي كاي ارتكب جريمة اغتصاب وقتل في إنديانا، وسرعان ما فقدت المجموعة جاذبيتها وجميع أعضائها تقريبًا.

### محاكمة «القرد»
كانت محاكمة سكوبس عام 1925 هي قضية في تينيسي لفرض قانون على مستوى الولاية يحظر تعليم «أي نظرية تنكر قصة الخلق الإلهي للإنسان كما هي موجودة في الكتاب المقدس، وتعلم بدلًا من ذلك أن الإنسان ينحدر من الحيوانات». انبثق القانون من حملة ممنهجة قادها أصوليون متدينون بهدف منع الأفكار الحديثة في علم اللاهوت والعلوم. جذبت المحاكمة العجيبة الانتباه الوطني لأن المرشح الديمقراطي للرئاسة ثلاث مرات، ويليام جينينغز بريان، كان المدعي العام للقضية، في حين كان المحامي الشهير كلارنس دارو هو محامي الدفاع. أُدين جون تي. سكوبس بتهمة تدريس نظرية التطور، ولكن الحكم أسقِط فيما بعد لأسباب قانونية. تم السخرية بالأصوليين المتدينين على نطاق واسع، واستمر الكتاب على غرار إتش. إل. مينكين بالاستهزاء بهم بلا رحمة. فشلت جهودهم بتمرير قوانين على مستوى الولايات.

## الكساد الكبير
لم يتفق المؤرخون والاقتصاديون حتى الآن على أسباب الكساد الكبير، لكن هناك اتفاق عام على أنه بدأ في الولايات المتحدة في أواخر عام 1929، وكان قد بدأ أو ساء بسبب «الخميس الأسود»، يوم انهيار السوق المالي في أكتوبر 24، 1929. ظهرت علامات الكساد المالي على قطاعات الاقتصاد الأمريكي لأشهر قبل أكتوبر 1929. كانت مخزونات الأعمال من جميع الأنواع أكبر بثلاث مرات مما كانت عليه قبل عام (ما يشير إلى أن عامة الناس لم يكونوا يشترون المنتجات بنفس سرعة العام السابق)، وكانت مؤشرات الصحة الاقتصادية الأخرى – مثل حمولات مركبات الشحن والإنتاج الصناعي وأسعار الجملة – في حالة تدهور.
تسبب التدهور الاقتصادي في الولايات المتحدة إلى ركود عالمي، ما أدى إلى انكماش مالي وزيادة كبيرة في البطالة. ارتفعت نسبة البطالة بين القوى العاملة في الولايات المتحدة، بين عامي 1929 و1933، من 3% إلى 25%، بينما انهار الإنتاج الصناعي بمقدار الثلث وانغمرت وسائل الإغاثة المحلية. بسبب عدم تمكنهم من إعالة أسرهم، هجر العديد من الرجال العاطلين عن العمل منازلهم (غالبًا ما ذهبوا إلى «هوفرفيل») بهدف زيادة إمدادات الإغاثة الضئيلة التي تلقتها عائلاتهم. بالنسبة للكثيرين، كان مصدر الوجبة التالية هو مراكز الوجبات للفقراء، إذا حالفهم الحظ.
بالإضافة إلى البؤس في تلك الفترة، زاد الجفاف في السهول الكبرى الأمور سوءً. أدت عقود من الممارسات الزراعية السيئة إلى تآكل التربة السطحية، وبالإضافة إلى الظروف المناخية السيئة (كانت ثلاثينات القرن العشرين أكثر العقود سخونةً في القرن العشرين في أمريكا الشمالية) أدى ذلك إلى كارثة بيئية. رفعت الرياح التربة الجافة ما أدى إلى تكون عواصف ترابية غطت بلدات بأكملها، وهي ظاهرة استمرت لعدة سنوات. انجذب أولئك الذين فقدوا منازلهم وسبل عيشهم في قصعة الغبار إلى غرب البلاد بفعل إعلانات العمل التي نشرتها المؤسسات التجارية الزراعية في الولايات الغربية، مثل كاليفورنيا. أُطلِق على المهاجرين اسمي أوكي وآركي (نسبةً لولايتي أوكلاهوما وأركانساس) وغيرهما من الأسماء المهينة عندما بدأوا بإغراق فرص العمل في الحقول الزراعية، ما أدى إلى انخفاض الأجور، وتحريض العمال اليائسين ضد بعضهم البعض. دخل العمال الجدد في منافسة مع العمال المكسيكيين، الذين رُحلوا بشكل جماعي إلى وطنهم.
في الجنوب، انهار الاقتصاد الهش بدرجة أكبر. في محاولة للهروب من الوضع السيء، هاجر العمال الريفيون والمزارعون البيض والسود إلى الشمال بالقطارات. بحلول عام 1940، جذبتهم مصانع الذخيرة المزدهرة في منطقة البحيرات العظمى على الصعيد الوطني. كان المزارعون يعانون من ظروف سوق سيئة أثرت على محاصيلهم وبضائعهم منذ نهاية الحرب العالمية الأولى. حُبس رهن العديد من المزارع العائلية التي رُهنت خلال عشرينات القرن العشرين لتوفير المال «حتى تتحسن الأحوال» عندما أصبح المزارعون غير قادرين على سداد ما عليهم من أموال.

## الحرب العالمية الثانية
تراجعت المشاعر الانعزالية فيما يتعلق بالحروب الخارجية للولايات المتحدة، لكن الولايات المتحدة رفضت في البداية الدخول في الحرب العالمية الثانية، واقتصرت على تقديم الإمدادات والأسلحة إلى بريطانيا والصين والاتحاد السوفيتي عبر الإعارة والاستئجار. تغير الشعور الأمريكي بشكل جذري بعد الهجوم الياباني المفاجئ على ميناء بيرل هاربور. دخلت الولايات المتحدة الحرب بحماس ضد اليابان وإيطاليا وألمانيا النازية. استسلمت إيطاليا في عام 1943، تلتها ألمانيا واليابان في عام 1945. تضاعف الاقتصاد مرتين وثلاث مرات مع النمو الصناعي الضخم. انضم 16 مليون رجل إلى الجيش (جُند معظمهم)، بالإضافة إلى 300 ألف متطوعة. بعد سلسلة من الهزائم التي ألحقتها الولايات المتحدة باليابان، قلبت البحرية الأمريكية موازين الحرب خلال معركة ميدواي (في يونيو 1942)، ثم دمرت جيش الياباني بالكامل. بعد غزوات صغيرة في شمال إفريقيا (1942) وإيطاليا (1943)، بدأت الولايات المتحدة حملة قصف إستراتيجية رئيسية دمرت فيها قوات لوفتفافه الألمانية، تلاها غزو واسع النطاق لفرنسا في عام 1944. قابلت القوات الأمريكية القوات السوفيتية التي غزت ألمانيا من الشرق في مايو 1945. بشكل عام، تحولت الأمة بأكملها إلى آلة حرب ضخمة، أثرت على المجتمع الأمريكي أكثر من أي صراع آخر خاضته الولايات المتحدة، ربما باستثناء الحرب الأهلية.
بعد فوزه بالانتخابات للمرة الثالثة والرابعة، كانت صحة روزفلت تتدهور بسرعة وتوفي في 12 أبريل 1945. لم يكن نائبه هاري إس. ترومان مطلعًا كثيرًا على السياسات الخارجية والقرارات العسكرية الرئيسية، لكنه واصل معظم سياسات روزفلت في زمن الحرب. اتجه ترومان بشدة إلى اليمين السياسي وبدّل حكومة فرانكلين روزفلت الليبرالية.
مع غرق أسطولها التجاري نتيجة هجمات الغواصات الأمريكية، عانت اليابان من نقص في وقود الطائرات والنفط. استولت البحرية الأمريكية في يونيو 1944 على جزر سمحت لها بقصف طوكيو. دمر القصف الاستراتيجي باستخدام طائرات بي 29 جميع المدن الرئيسية في عام 1945، واستولت الولايات المتحدة على جزيرتي ايو جيما أوكيناوا بعد خسائر فادحة. بعد تعرضها للهجوم بالقنابل التقليدية والذرية، وغزو الحلفاء الوشيك، والهجوم السوفياتي غير المتوقع عبر منشوريا، استسلم إمبراطور اليابان. احتل الأمريكيون اليابان تحت قيادة دوجلاس ماك آرثر. حوّل حكم ماك آرثر، الذي استمر لخمس سنوات، حكومة اليابان ومجتمعها واقتصادها وفقًا للمعايير الأمريكية إلى ديمقراطية سلمية وحليف وثيق للولايات المتحدة.

## نهاية حقبة
كان عام 1945 بمثابة نهاية حقبة. على صعيد السياسة الخارجية، تأسست الأمم المتحدة في 24 أكتوبر 1945 لتكون هيئة عالمية تساعد على منع الحروب العالمية في المستقبل. وبتصويت بأغلبية 65 صوتًا مقابل 7 أصوات، وافق مجلس الشيوخ الأمريكي في 4 ديسمبر 1945 على المعاهدة التي نصت على مشاركة الولايات المتحدة مشاركة كاملة في الأمم المتحدة، مع استخدام حق النقض (الفيتو) في مجلس الأمن البالغ الأهمية. كان هذا بمثابة تحول عن الاهتمام التقليدي بالاهتمامات المحلية الاستراتيجية للولايات المتحدة نحو المزيد من المشاركة الدولية.
لم تتحقق المخاوف الخاصة بكساد ما بعد الحرب، ويعود الفضل في ذلك جزئيًا إلى المخزون الكبير من المدخرات التي ادُخرت لشراء المساكن والسيارات والملابس الجديدة والأطفال. بدأت طفرة الإنجاب مع عودة المحاربين القدامى، وانتقل العديد منهم إلى الضواحي سريعة النمو. كان التفاؤل السمة المميزة للعصر الجديد، عصر التوقعات الكبرى.